# 凝寿寺塔
35°16′12″N 107°56′25″E / 35.27000°N 107.94028°E
凝寿寺塔位于中国甘肃省庆阳市宁县中村乡政平村，地处泾河北岸，2001年被列为第五批全国重点文物保护单位。
凝寿寺于清代毁于洪水，仅存寺塔。塔建于五代-北宋时期，为楼阁式砖塔，平面呈方形，共五层，高21.2米，底层边长6米。